# فورست ویو (ایلینوی)
فورست ویو (به انگلیسی: Forest View) یک روستا در ایالات متحده آمریکا است که در شهرستان کوک (ایلینوی) واقع شده‌است. فورست ویو ۳٫۳۱ کیلومتر مربع مساحت و ۶۹۸ نفر جمعیت دارد.